# Eriksvisan
Eriksvisan är ett svenskt kväde, diktat på 1500-talet, troligen av Johannes Magnus, med politisk udd riktad mot Danmark. Det utgörs av 10 fyrradiga strofer, var och en med omkväde. 

## Innehåll
Visan handlar om Erik, den "fyrsti kununger i Götalandinu vidha" - "förste konungen i Götalanden vida". Han sände en skara götar söderut till landet Vetala (eller Vitland, Jutland, eller Vitala, Vetlanda) där ännu ingen odlat jorden, och med dem en vis man, som skulle upprätthålla lagen. Någon eller några generationer senare satte götakungen Humle sin son Dan över dem, och efter honom, heter det i visan, fick Vetala namnet Danmark.
Eftersom det enligt visan var svenskar som grundat Danmark, borde detta land vara underdånigt Sverige. Namnet "Erik" stammar från den av Jordanes omtalade gotiske sagokungen Berig. Detta tema hade använts redan på 1400-talet i olika rimkrönikor i polemik mot danskarna.
Här följer första strofen ur Olof Verelius' utgåva av Hervararsagan:
| ” | Enn Erikur fyrster konunger var I Gautalanden vida I bragd oc i hugi sniallan madr I vigi (krig) sua auk i fridi. Han var auk er (som) fyrst i Vitalum ärdi (skördade). | „ |

## Utgåvor
Eriksvisan offentliggjordes först i en latinsk översättning av Johannes Magnus, i "Historia de omnibus gothorum sueonumque regibus", tryckt i Rom 1554. Han påstod att till grund för översättningen låg en på den tiden i hela Sverige allmänt bekant svensk sång.
Av det svenska originalet finns två väsentligen olika uppteckningar, av vilka den ena är intagen i Johannes Elai Terserus' översättning av Johannes Magnus' ovannämnda historia (gjord före 1611, men aldrig utgiven), den andra i Ericus Schroderus översättning av samma arbete ("Swea och Götha crönika," tryckt 1620). Dessutom förekommer två yngre, fragmentariska uppteckningar av visan, den ena hos Olof Verelius i noterna till "Hervararsagan", 1672, den andra hos Johan Hadorph (1690), bägge nära överensstämmande med Schroderus' text.

## Historicitet
Under 1800-talet ansågs Eriksvisan länge vara den äldsta svenska balladen med historiskt-politiskt innehåll. Till stöd för detta angavs bland annat lingvistiska skäl: Carl Säve och George Stephens menade till exempel att det genomgående användandet av i och u för e och o talade för att den första uppteckningen skett med runor. P. A. Munch hävdade 1850 att sången var beroende på Prosaiska krönikan, och att den komponerats omkring år 1450. Henrik Schück hävdade 1891 att den komponerats av Johannes Magnus själv, och att de svenska versionerna beror på hans latinska text från 1500-talet. Denna uppfattning har fått allmänt stöd.